# Dimerocostus
Dimerocostus es un género  de plantas con flores perteneciente a la familia Costaceae. Es originario del centro y sur de América tropical. Comprende 11 especies descritas y de estas, solo 3 aceptadas.

## Descripción
Son hierbas que alcanza un tamaño de 1–6 m de alto. Hojas amontonadas hacia el ápice del tallo, angostamente ovadas a angostamente obovadas, 12–50 cm de largo y 3–12 cm de ancho, ápice largamente acuminado, base cuneada, haz glabra, envés escasa a densamente pubérulo-seríceo; lígula 1–2 mm de largo; pecíolo hasta 25 mm de largo. Inflorescencia una espiga terminal, ovoide a cilíndrica, 10–50 cm de largo y 4–7 cm de ancho, frecuentemente con brotes frondosos surgiendo desde la base o el ápice; brácteas tubulares, 2–6 cm de largo, glabras a densamente pubérulo-seríceas, coriáceas, verdes; bractéolas tubulares, 25–30 mm de largo; cáliz 25–35 mm de largo; corola 65–80 mm de largo, glabra, blanca; labelo vistoso, entero, 70–90 mm de largo, blanco; estambre petaloide, angostamente elíptico. Cápsula elipsoide a cilíndrica, 25–50 mm de largo, 2-locular, leñosa, anaranjada a café; semillas café brillantes, arilo pequeño, blanco.

## Taxonomía
El género fue descrito por Carl Ernst Otto Kuntze y publicado en Revisio Generum Plantarum 2: 687. 1891. La especie tipo es: Dimerocostus strobilaceusKuntze (1891) 

## Especies aceptadas
A continuación se brinda un listado de las especies del género Dimerocostus aceptadas hasta enero de 2014, ordenadas alfabéticamente. Para cada una se indica el nombre binomial seguido del autor, abreviado según las convenciones y usos.
- Dimerocostus argenteus (Ruiz & Pav.) Maas(1968)
- Dimerocostus cryptocalyx N.R.Salinas & Betancur(2004)
- Dimerocostus strobilaceus Kuntze (1891)